# 喫食障害
喫食障害（きっしょくしょうがい）とは美味しく食事をすることが、何らかの要因で障害を受けること。

## 要因
1. 歯科・口腔の要因
  - 歯痛をはじめとする口腔内の疼痛。動揺の著しい歯牙の存在。
  - 義歯の不適合や破損。義歯安定剤の不適切な使用。
  - 口腔内の腫瘍やのう胞。先天異常。口腔乾燥。外傷。舌苔など
2. 身体的要因
  - 脳梗塞やパーキンソン病。ALSなどの疾病やその後遺症。
  - 認知症など
3. 心の要因
  - うつ病。家族関係などの不和。不幸などさまざまな精神的ストレスなど。
4. 喫食環境
  - 孤食。冷たく暗い雰囲気。騒音。臭い。食器や部屋の配色や照明など。
5. 喫食状況
  - 言葉かけ。食事時間。喫食量など。
6. 献立など
  - 冷えた食事。嫌いな食べ物。香りの悪い物。
  - 見た目が著しく悪いものなど。